# Oliver Konsa
Oliver Konsa (* 4. März 1985 in Tartu) ist ein estnischer ehemaliger Fußballspieler. Der Stürmer kam auch in der Nationalmannschaft zum Einsatz.

## Karriere
Seine Karriere begann er beim Verein JK Tammeka Tartu, wo er eine beachtliche Torquote aufwies. 2007 wechselte er für zwei Spielzeiten zum Ligakonkurrenten FC TVMK Tallinn, ehe sich der FC Flora Tallinn seine Dienste sicherte. 2012 pausierte er mit dem Leistungssport und spielte ab 2015 wieder, diesmal in Finnland, bis er zum Jahresbeginn 2018 endgültig seine Laufbahn beendete. In der estnischen Nationalmannschaft bestritt er 20 Spiele. Ein Tor gelang ihm nicht.